# Elisabeth Grasser
Elisabeth Grasser (Neudörfl, 7 maggio 1904 – Londra, 14 agosto 2002) è stata una schermitrice austriaca, vincitrice di due medaglie d'argento e due di bronzo ai Campionati Internazionali di scherma.